# NGC 5381
NGC 5381 est un amas ouvert situé dans la constellation du Centaure. Il a été découvert par l'astronome britannique John Herschel en 1835.
Selon la classification des amas ouverts de Robert Trumpler, cet amas renferme moins de 50 étoiles (lettre p) dont la concentration est moyenne (II) et dont les magnitudes se répartissent sur un intervalle moyen (le chiffre 2). Toutefois selon le catalogue Lynga, l'amas renferme entre 50 et 100 étoiles (lettre m) et il fait partie d'un double amas (:b). Le catalogue mentionne aussi que NGC 5381 renferme 50 membres.

## Observation
Avec une magnitude visuelle de 6,5, on peut observer l'amas avec de petites jumelles.

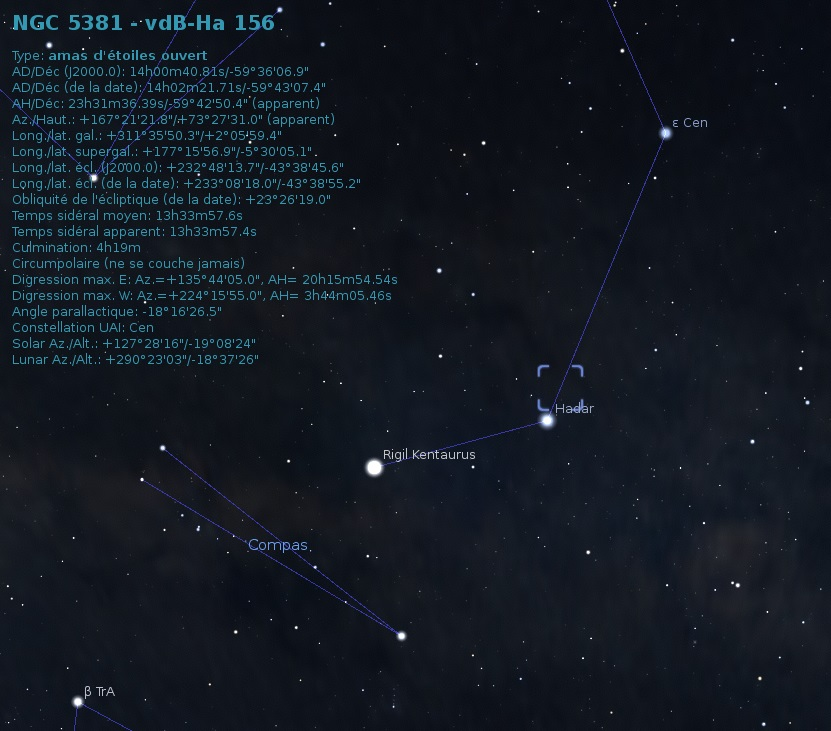
Localisation de NGC 5381 dans la constellation du Centaure. (Stellarium)

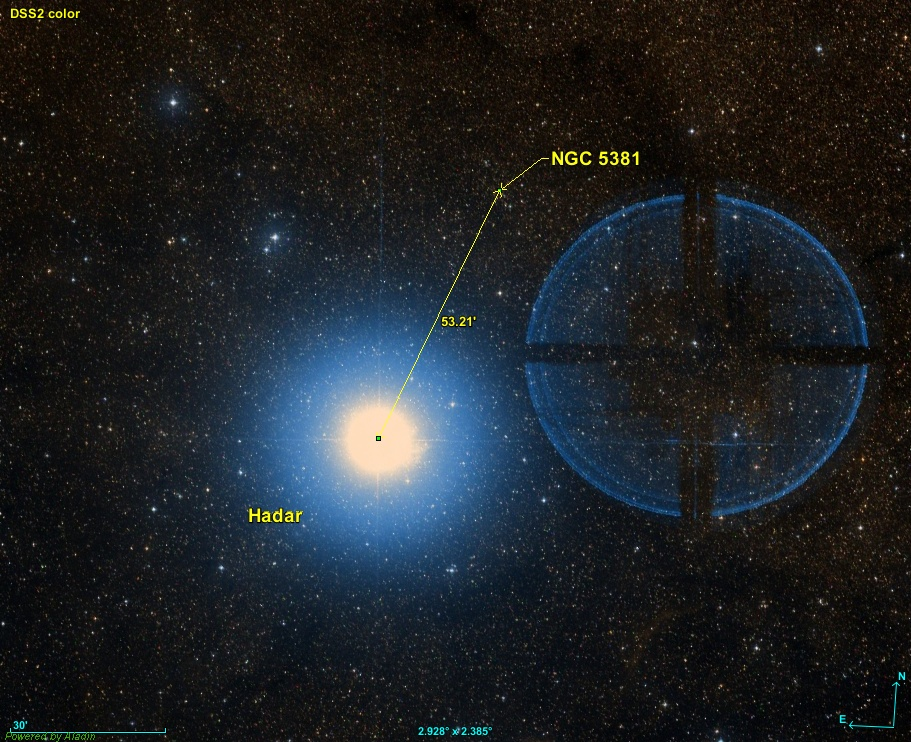
Position de NGC 5381 par rapport à Hadar.

NGC 5381 est situé près de l'étoile Hadar, à environ 53' au nord-ouest de celle-ci.

## Caractéristiques

### Distance, taille et vitesse
La parallaxe moyenne des étoiles de l'amas a été obtenue des mesures effectuées par le satellite Gaia. Cinq valeurs différentes publiées dans de récents articles (2018 à 2021) sont indiquées sur la base de données Simbad : 0,390 ± 0,033 mas, 0,377 9 ± 0,053 mas, 0,379 ± 0,052 mas, 0,379 ± 0,003 mas et 0,379 ± 0,052 mas. La valeur moyenne de la parallaxe et leur incertitude est égale à 0,381 2 ± 0,038 6 mas, ce qui correspond à une distance de 2 623+296
−241 pc.
Selon les sources, la taille apparente de l'amas est de 6,3', de 11' ou de 15,8'. En utilisant la plus petite valeur de la distance (2 623–241) pc et la plus petite valeur de la taille de l'amas, on obtient la plus petite taille possible de celui-ci, soit 14,0 al. De même en utilisant la plus grande valeur de la distance (2 623 ± 296) pc et la plus grande valeur de sa taille apparente, on obtient la plus grande valeur possible de celui-ci, soit 43,8 al. De ces deux valeurs, on peut donc conclure que la taille réelle de l'amas est de 28,9 ± 14,9 al.
La base de données Simbad indique trois valeurs de la vitesse l'amas: −48,52 ± 5,47 km/s, −38,379 ± 0,688 km/s et −38,61 ± 0,4 km/s. La moyenne et l'écart-type ces valeurs sont de −41,84 ± 7,79 km/s.

### Mouvement propre
Simbad indique six couples de valeurs pour le mouvement propre de l'amas, dont cinq différents, mais très semblables, qui proviennent d'articles publiés entre 2018 et 2020. Une autre valeur provenant d'un article de 2014 est totalement différent. Ces valeurs en ascension droite et en déclinaison sont :
- −6,061 ± 0,085 mas/an et −2,912 ± 0,080 mas/an[8]
- −6,034 ± 0,141 mas/an et −2,921 ± 0,136 mas/an[9]
- −6,034 ± 0,116 mas/an et −2,932 ± 0,122 mas/an[10]
- −6,034 ± 0,007 mas/an et −2,932 ± 0,007 mas/an[11]
- −6,034 ± 0,116 mas/an et −2,932 ± 0,122 mas/an[12]
- −1,770 ± 3,270 mas/an et −4,920 ± 2,690 mas/an[15]

Le mouvement propre moyen obtenu de ces cinq premières valeurs en ascension droite et en déclinaison est égal à −6,039 ± 0,093 mas/an et −2,926 ± 0,093 mas/an où les incertitudes sont égales à la moyenne des incertitudes et non à l'écart-type.

### Métallicité
Simbad rapporte une seule valeur de la métallicité, soit 0,154. Selon cette valeur, le pourcentage d'éléments lourds (plus lourd que l'hydrogène et l'hélium) de cet amas est de 143% (10+0,154) de celui du Soleil.

### Âge
Dans un article publié en 2022, Ramírez et ses collègues estiment l'âge de NGC 5381 à log10age=8,20 ± 0,13, ce qui correspond à 158+55
−51 Ma. Dans ce même article, Ramírez rapporte aussi deux autres valeurs publiées auparavant soit log10age = 8,55, ce qui correspond à 355 Ma et log10age = 5,89 ± 0,25, ce qui correspond à 389+303
−170 Ma.

## Étoiles
Simbad montre aussi un bouton nommé Children. En cliquant sur ce bouton, on atteint une section de cette base de données qui renferme un tableau contenant 537 entrées pour NGC 5381. Cependant, des étoiles (les Children) peuvent apparaître plusieurs fois dans la deuxième colonne du tableau, d'où le nombre de liens bibliographiques qui est supérieure au nombre d'étoiles. La quatrième colonne de ce tableau indique la probabilité que l'étoile appartienne à l'amas. En cliquant sur le titre de cette colonne, on peut classer la probabilité par ordre croissant ou décroissant. En cliquant sur la désignation de l'étoile, on atteint la page de Simbad qui résume ses propriétés.